# Currie Cup 1971
La Currie Cup de 1971 fue la trigésimo tercera edición del principal torneo de rugby provincial de Sudáfrica.
El campeonato fue compartido entre  Transvaal y Northern Transvaal al terminar empatados en el partido final.

## Participantes

### Fase Final
| Equipo             | Título            |
| ------------------ | ----------------- |
| Northern Transvaal | Ganador Sección A |
| Transvaal          | Ganador Sección B |
| Natal              | Ganador Sección C |

### Semifinal
| 1971 | Transvaal | 16 - 9 | Natal |  |  |

### Final
| 1971 | Transvaal | 14 - 14 | Northern Transvaal | Johannesburgo, |  |

### Campeón
| Bandera de Sudáfrica       |
| Campeón Northern Transvaal |
| Quinto título              |

| Bandera de Sudáfrica |
| Campeón Transvaal    |
| Quinto título        |